# Roland Barthes
Roland Barthes (Cherburgo, 12 de noviembre de 1915-París, 26 de marzo de 1980) fue un crítico, teórico literario, semiólogo y filósofo estructuralista francés, quien se interesó y escribió sobre crítica literaria, lingüística, filosofía del lenguaje, los signos, los símbolos y la fotografía.

## Biografía
Su padre murió durante el servicio militar en 1916 en un combate naval en el Mar del Norte, de modo que su orfandad significó una carga en sus comienzos, si bien luego el Estado pagaría una pensión para sus estudios. Su primera infancia transcurrió en Bayona, y a la edad de diez años se trasladó a París, aunque a pesar de ello en los veranos regresaba a la casa de sus abuelos paternos. Su madre era protestante, vivió con ella hasta su muerte en 1977. Barthes realizó sus estudios secundarios en el instituto Louis-le-Grand, para luego hacer filología clásica en la Facultad de Letras de la Universidad de París.
Tuvo un primer ataque tuberculoso en 1934, y estuvo curándose hasta el año siguiente en los Pirineos. Se licenció en Letras Clásicas (1939) y más tarde en Gramática y Filología (1943), pues tuvo que interrumpir sus actividades en 1941 dada su enfermedad, y luego hasta 1947 estuvo en distintas clínicas francesas y suizas. Participó muy activamente en un Grupo de Teatro Antiguo que fundó cuando era estudiante.
Barthes fue lector de francés en Bucarest y en Alejandría en los años 1948-1950. Después de la Segunda Guerra Mundial, entre 1952 y 1959 trabajó en el Centro Nacional de Investigación Científica (CNRS), en París. Finalmente, fue nombrado jefe de Trabajos de Investigación y luego (1962), jefe de estudios de la Escuela Práctica de Altos Estudios, organismo donde se dedicó a desarrollar una sociología de los símbolos, los signos y las representaciones. A partir de esta fecha su nombre empezó a crecer gracias a sus libros, artículos y docencia. Su carrera culminó al ser nombrado en el Colegio de Francia en 1977: véase su Leçon del 7 de enero.
Barthes murió en la primavera de 1980, a raíz de haber sido atropellado por una furgoneta en la calle de las Écoles, frente a la Sorbona. Su último libro La Chambre claire (La cámara lúcida), sobre la fotografía, había salido pocos días antes.

## La nueva crítica
Barthes es parte de la escuela estructuralista, influido por los lingüistas Ferdinand de Saussure, Émile Benveniste, y Jakobson así como por el antropólogo Claude Lévi-Strauss. Criticó los conceptos positivistas en literatura que circulaban por los centros educativos franceses en los años 50. Una parte de la obra inicial de Barthes, si bien heterogénea y a menudo abstracta, puede ser accesible con una lectura metódica y concentrada; los conceptos propuestos para el análisis semiológico, en un primer momento provenientes de lingüistas como los ya citados y Hjelmslev y otros van derivando a una especificidad mayor que permite avanzar por el entonces poco transitado camino de la semiótica, que desarrolla en su libro Elementos de Semiología.
Su producción literaria experimentó diversas evoluciones: desde unos orígenes sartreanos y brechtianos matizados, desarrolló después una investigación propiamente semiológica, con un interés especial por la lingüística. Durante un tiempo se interesó por el campo «textual»: la obra literaria considerada desde diversos puntos de vista, nunca unilateralmente, y que implicaba, o bien una filosofía del sujeto de tipo psicoanalítico o bien una filosofía de la sociedad de tipo marxista o político. Roland Barthes considera que la intención de un autor al escribir una obra, no es el único anclaje de sentido válido a partir del cual se puede interpretar un texto. Él considera que en la literatura se pueden encontrar otras fuentes de significado y relevancia. Puesto que el significado no está dado por el autor, este debe ser creado activamente por el lector a través de un proceso de análisis textual.
En 1953 escribió su primer ensayo, Le degré zéro de l'écriture (El grado cero de la escritura), le siguieron un original Michelet, y sus Mythologies, que le dieron merecida fama por su agudeza sociológica. En 1963 publicó un polémico Sur Racine (Sobre Racine) y al año siguiente apareció una recopilación excelente de Essais critiques (Ensayos críticos), que se tradujo a varios idiomas. Su breve trabajo Critique et vérité (Crítica y verdad) sirvió para defender a la nueva crítica, en 1966, ante los ataques académicos. Luego, publicó dos libros más técnicos, Système de la mode (Sistema de la moda) y S/Z, una lectura de Balzac.
En S/Z, de 1970, realiza un análisis extenso de una historia breve, el Sarrasine de Honoré de Balzac, donde pretende identificar otras fuentes de significado y de relevancia. Con su lectura tan abierta, establece cinco grandes códigos que determinan los tipos de significado, y que pueden encontrarse en un texto a través de múltiples lexias. Estos grandes códigos lo llevaron a definir que las historias tienen la capacidad de ofrecer una pluralidad de significados, si bien esta se halla limitada por otros elementos formales, como es la secuencia lineal de la escritura: al ser una línea temporal definitiva, que debe ser seguida por el lector, restringe su libertad analítica e interpretativa. De este proyecto concluye que un texto ideal debiera ser reversible; es decir, abierto a una gran variedad de interpretaciones diferentes. Un texto solo puede ser reversible al evadir los artefactos restrictivos que Sarrasine tiene, por ejemplo las líneas temporales restrictivas, así como definiciones exactas de eventos. Él lo describe como la diferencia entre un texto «escribible», en el cual el lector reinterpreta libremente y adquiere un papel activo en el proceso creativo; y un texto «legible», en los cuales se restringen estas posibilidades y son textos simplemente leídos. Este proyecto le ayudó a identificar lo que él buscaba en la literatura, la apertura para múltiples interpretaciones. Su noción de textos escribibles es similar al concepto del hipertexto, el cual será desarrollado posteriormente por otros autores.

## Barthes, escritor
Durante la década de 1970, Barthes renovó de modo radical su crítica literaria, apelando a Jacques Derrida, Philippe Sollers o Jacques Lacan y a otros filósofos y analistas. Buscó cada vez, sobre todo, la convergencia entre ensayo riguroso y su deseo de ser escritor, cuyo modelo había sido desde la juventud André Gide.
A sus tres autores elegidos en Sade, Fourier, Loyola, 1971, en un texto más defensor de cierta neutralidad narrativa, le siguen obras como L'Empire des signes (El imperio de los signos), 1971, resultado de un viaje casi sensorial a Japón, Nouveaux essais critiques (Nuevos ensayos críticos), 1972, y un año después su célebre y sucinto Le plaisir du texte (El placer del texto), donde claramente muestra su nueva vía de análisis, haciendo entrar la subjetividad
En 1975, dio un giro mayor con su Roland Barthes, rara y muy sugerente autobiografía fragmentaria en forma de anécdotas, pequeñas teorizaciones y aforismos. Esta obra en cierta medida fue prolongada por su libro sobre el discurso amoroso (Fragments d'un discours amoureux, 1977), que logró un éxito tal que a su juicio fue paralizador. Pero siguió con sus cursos en el College y escribió finalmente su libro sobre la fotografía La chambre claire, de 1980.
Tras su muerte, en los ochenta se publicaron una serie de libros de ensayos sueltos, agrupados temáticamente, que ponían de manifiesto la variedad y la alta calidad de su ensayística: El grano de la voz, entrevistas; Lo obvio y lo obtuso, La aventura semiológica y El susurro del lenguaje; además apareció Incidentes, con escritos muy personales con una frontera casi invisible con la creación literaria. 
Todos sus libros han sido traducidos al español y a otras lenguas (y reimpresos varias veces): en vida dio clases y conferencias desde Oxford hasta Harvard o Tokio, en América Latina en Chile y en México.

## Barthes como teórico de la imagen
Roland Barthes se inicia en la filosofía de la imagen analizando por primera vez el cine en 1960, intentando encontrar un código, una estructura dentro de esa representación de la realidad y más adelante lo intentará con la literatura. Barthes estaba profundamente influenciado por la lingüística y la filosofía del lenguaje a la hora de analizar las imágenes (ya sean en un texto como en una fotografía, película etc), es decir, ve la imagen totalmente codificada, como si fuese un mensaje escrito en un lenguaje visual y todos los elementos de esta imagen son signos. Esta forma de analizar una imagen se basa en la semiótica, ciencia que estudia los signos en una imagen de forma técnica y cultural. 
Es en su texto El mensaje fotográfico (1961), publicado por la revista Communications, donde desarrolla su propia teoría sobre la imagen, su análisis y la lectura que da el espectador de esta. 
Barthes defiende la codificación de la imagen (tal y como dice el esquema comunicativo básico) expandiendo el esquema. Divide el mensaje en dos partes: la denotada, aquella que posee el mensaje bruto de la imagen, sin código y la parte connotada, aquella parte que inserta conscientemente el emisor para crear una reacción concreta en el receptor (el engaño de las imágenes). En otras palabras, su teoría, puramente semiótica, rechaza la idea de que exista un mensaje en la imagen que pueda crear emociones diferentes al entrar en contacto con los receptores que no haya sido colocado previamente en la imagen en cuestión. 
Sin embargo, hace una clara diferenciación entre la fotografía periodística y cualquier otra forma de representar la realidad, pues considera que carece de código y por ende de engaño pero es un mensaje. La fotografía periodística tiene autonomía estructural y a los ojos de Barthes precisa de un estudio propio. 
Probablemente lo más curioso de la faceta de Barthes como teórico de la imagen es la evolución que existe entre sus dos textos más importantes sobre el tema. Si en El mensaje fotográfico la teoría de Barthes se movía entre la lingüística y la semiótica, en La cámara lúcida se discutía a sí mismo y negaba todo lo dicho anteriormente. 
En su última obra La cámara lúcida (1980) encontramos a un Barthes totalmente nuevo. Su interés sobre la imagen ha cambiado radicalmente, cree en el mensaje de esta, la creación emocional entre la imagen en sí y el receptor, sin ninguna intencionalidad por parte del emisor. En este texto rompe con las interpretaciones universales de una imagen, su teoría se basa principalmente en que el receptor plasma el mensaje en la obra y que este mensaje cambia con cada receptor pero al mismo tiempo, ese mensaje creado en un inicio puede cambiar dependiendo del momento en el que se encuentre el receptor o incluso llegar a desaparecer. En su nueva teoría introduce dos conceptos fundamentales: punctum y studium. El mismo Barthes describirá el punctum como una punzada que atraviesa el corazón del receptor al ver una imagen (ya sea por la imagen en general, por un objeto característico etc) que remite a memorias, personas o emociones pasadas. Por otra parte el studium no deja de ser el interés que puedes llegar a tener por algo o alguien, una forma de estudiar la fotografía a nivel cultural. 
La parte más interesante de La cámara lúcida es cómo Barthes crea su teoría sobre el punctum alrededor de una imagen de su madre, recientemente fallecida, que le causa ese flechazo en el corazón, que le recuerda a ella, que siente a su madre en la foto (incluso si la foto fue sacada cuando ella era una niña) pero nunca muestra esa imagen en esa obra. La razón para ocultar esta fotografía es para preservar el punctum que ve él en esa imagen como algo personal, individual, suyo, ya que es así como debe ser el punctum, propio de cada uno. Barthes no quiso mostrar esa fotografía porque volvería sus sentimientos en un universalismo y su teoría se opone a ellos. 

## Influencias
Barthes, quien perteneció a la escuela estructuralista, influyó mucho en esa escuela, en autores como Jean Baudrillard, Julia Kristeva, Philipe-Joseph Salazar, Eric de Kuyper, Susan Sontag y a su amigo, el sociólogo Michel Foucault.
Las ideas de Barthes exploraron una amplia gama de campos e influyó en el desarrollo de muchas escuelas de teoría, incluido el ya mencionado estructuralismo, la semiótica, la teoría social, la teoría del diseño (no confundirlo con el diseño inteligente), la antropología y el posestructuralismo. Fue particularmente conocido por desarrollar y ampliar el campo de la semiótica a través del análisis de una variedad de sistemas de signos, principalmente derivados de la cultura popular occidental.

## Nuevas ediciones y recuperaciones
En 1993 empezaron a publicarse sus Œuvres complètes (Obras completas), con gran número de trabajos dispersos y algún inédito; apareció en Seuil, el editor de toda su obra. Esa recopilación ha sido reeditada, en 2002, de modo más accesible con ocasión de la importante exposición R/B en el Centro Pompidou sobre su persona y legado. 
Pero había más huellas de su obra: la docente y la del anotador. Entre 2002 y 2003 aparecían además los primeros tomos de sus seminarios: Comment vivre ensemble, Le neutre y La préparation du roman. Algo más tarde se publicó otro más: Le discours amoureux. Séminaire. Y en 2009 se recuperaron otros dos libros inéditos, extraídos de sus notas: Journal de deuil y Carnets de voyage en Chine.
Desde 2010 ha aparecido un puñado de libros valiosos sobre el autor, destacando los de Éric Marty, Roland Barthes, le métier d'écrire (2011), que es editor de su obra; Marie Gil, Roland Barthes. Au lieu de la vie (2012) y Collete Fellous, La préparation de la vie (2014). Pero en 2015 apareció la biografía más extensa y más honda del autor, debida a Tiphaine Samoyault (Roland Barthes, Seuil), con numerosas informaciones procedentes de las cartas de Barthes a sus amigos y conocidos, desde que era muy joven. Revela que su idea de escribir una novela fue un proyecto puesto en marcha hacia los veinte años, y que estuvo en sus preocupaciones de partida. La literatura de RB, su prosa densa y rica, destaca ya en esos documentos inéditos.

## Obras
- Le degré zéro de l'écriture, 1953 (El grado cero de la escritura, Siglo XXI, 2005, ISBN 978-84-323-1210-6)
- Michelet, 1954
- Mythologies, 1957 (Mitologías, Siglo XXI, 2009, ISBN 978-84-323-0381-4)
- Sur Racine, 1963 (Sobre Racine)
- Essais critiques, 1964 (Ensayos críticos, Seix-Barral, ISBN 978-84-322-0866-9)
- La Tour Eiffel, 1964 (La Torre Eiffel), artículo ilustrado
- Elements de sémiologie, 1965 (Elementos de semiología)
- Introduction à l’analyse structurale des récits, 1966, (Introducción al análisis estructural de los relatos, Centro Editor de América Latina, 1977).
- Critique et vérité, 1966 (Crítica y verdad, Siglo XXI, 2005, ISBN 978-84-323-1212-0)
- Le système de la mode, 1967 (El sistema de la moda, Paidós, 2005, ISBN 978-84-493-1348-6)
- S/Z, 1970 (S/Z, Siglo XXI, 2001, ISBN 978-84-323-0373-9)
- L'Empire des signes, 1970 (El imperio de los signos, Mondadori, 1991, ISBN 978-84-323-0806-2)
- Sade, Fourier, Loyola, 1971 (Sade, Fourier, Loyola, Cátedra, 1997, ISBN 978-84-376-1520-2)
- Nouveaux essais critiques, 1972 (Nuevos ensayos críticos)
- Le plaisir du texte, 1973 (El placer del texto)
- Roland Barthes par Roland Barthes, 1975 (Roland Barthes por Roland Barthes, Paidós, 2002, ISBN 978-84-493-1553-4)
- Fragments d'un discours amoureux, 1977 (Fragmentos de un discurso amoroso, Siglo XXI, 2007, ISBN 978-84-323-0806-2)
- Leçon, 1978 (El placer del texto y lección inaugural, Siglo XXI, 2002, ISBN 978-84-323-1249-6)
- Sollers écrivain, 1979
- La chambre claire, 1980 (La cámara lúcida: nota sobre la fotografía, Paidós, 2009, ISBN 978-84-493-2293-8)

Póstumos
- Le grain de la voix, 1981 (El grano de la voz), entrevistas.
- L'obvie et l'obtus, 1982 (Lo obvio y lo obtuso, Paidós, 2002, ISBN 978-84-7509-400-7)
- Le bruissement de la langue, 1984 (El susurro del lenguaje, más allá de la palabra y la escritura, Paidós, 2009, ISBN 978-84-493-2275-4)
- L'aventure sémiologique, 1985 (La aventura semiológica, Paidós, 2009)
- Incidents, 1987 (Incidentes, Anagrama, 1987, ISBN 978-84-339-3112-2)
- Œuvres complètes, Seuil, 1993-1995, 3 vols., presentado por Éric Marty
- Variaciones sobre literatura, Paidós, 2002, ISBN 978-84-493-1267-0; extraído de las Œuvres complètes
- Variaciones sobre escritura, Paidós, 2002, ISBN 978-84-493-1300-4 ; extraído de las Œuvres complètes
- Escritos sobre el teatro, Paidós, 2009, ISBN 978-84-493-2289-1, extraído de las Œuvres complètes
- Comment vivre ensemble, Seuil, 2002, curso 1976-1977, dir. Éric Marty.
- Le neutre, Seuil, 2002 (Lo neutro), curso 1977–1978, dir. Éric Marty.
- La préparation du roman, I et II, Seuil, 2003, curso 1978-1980, dir. Éric Marty.
- Le discours amoureux. Séminaire, Seuil, 2007, curso 1974-1976, dir. Éric Marty.
- Del deporte y los hombres, Paidós, 2008, ISBN 978-84-493-2110-8 recuperación de textos para un programa de TV
- Journal de deuil (1977-1979), Seuil, 2009, fijado por Nathalie Léger; Diario de duelo, Paidós, 2009, ISBN 978-84-493-2321-8.
- Carnets de voyage en Chine, Bourgois, 2009; Carnets de un viaje a China.
- Le lexique de l'auteur, Seuil, 2010, con nuevos fragmentos desechados del Roland Barthes